# Le Coiffeur du quartier des pauvres
Pour plus de détails, voir Fiche technique et Distribution.
Le Coiffeur du quartier des pauvres (Al na'eb al aam, حلاق درب الفقراء) est un film dramatique marocain réalisé par Mohamed Reggab (ar) et sorti en 1982.
Le film est une adaptation de la pièce éponyme de Youssef Fadel. Il s'agit de l'unique long métrage du réalisateur, devenu un film culte au Maroc, projeté lors de la première édition du Festival national du film de Rabat, où il a reçu une mention spéciale, et lors de la 10e édition du Festival national du film (13-20 décembre 2008 à Tanger) dans le cadre d'un cycle sur les classiques marocains. Sur le plan international, le film est projeté au Festival des 3 Continents 1983 et à la Berlinale 1982. Les dettes contractées pour la production de son unique long métrage valent à Reggab d'être emprisonné.

## Synopsis
Miloud est coiffeur à Derb Sultan, un vieux quartier populaire de Casablanca. Son ami Hamida est contraint par le destin d'émigrer de la campagne vers la ville après avoir été renié par son père. Depuis, Hamida vit de menus larcins, ce qui lui a déjà valu d'être emprisonné et a également causé des ennuis à son ami Miloud. Alors que Miloud est nerveux et désespéré par les activités illégales de son ami, confronté à l'injustice d'un riche homme d'affaires qui règne sur le quartier après avoir réussi à expulser le barbier et sa femme de leur salon pour construire une école coranique, Hamida exhorte son ami Miloud à riposter, mais à sa manière.

## Fiche technique
- Titre français : Le Coiffeur du quartier des pauvres[3],[9]
- Titre original : Hallaq darb al-foauqara, حلاق درب الفقراء[10]
- Réalisation : Mohamed Reggab (ar)
- Scénario : Mohamed Reggab
- Photographie : Mohamed Reggab, Moustafa Stitou
- Décors : Mohamed Jouay
- Production : Omar Akouri
- Sociétés de production : Reggab Films
- Format : couleurs
- Pays de production :  Maroc
- Langue de tournage : arabe
- Genre : drame
- Durée : 110 minutes
- Dates de sortie : 
  - Maroc : octobre 1982 (Festival national du film à Rabat)
  - France : novembre 1983 (Festival des 3 Continents 1983 à Nantes)

## Distribution
- Mohamed El Habachi
- Khadija Khammouli
- Hamid Hajah
- Omar Chenbout